# Pealius sutepensis
Pealius sutepensis là một loài côn trùng cánh nửa trong họ Aleyrodidae, phân họ Aleyrodinae.
Pealius sutepensis được Takahashi miêu tả khoa học đầu tiên năm 1942.